# Leucauge speciosissima
Leucauge speciosissima är en spindelart som först beskrevs av Eugen von Keyserling 1881.  Leucauge speciosissima ingår i släktet Leucauge och familjen käkspindlar.
Artens utbredningsområde är Peru. Inga underarter finns listade i Catalogue of Life.